# Super Duck
Super Duck (Superior Duck) è un film del 1996 co-prodotto, scritto e diretto da Chuck Jones. È un cortometraggio d'animazione della serie Looney Tunes, uscito negli Stati Uniti il 23 agosto 1996 abbinato al film A spasso col rapinatore.

## Trama
Daffy Duck, nei panni del supereroe Super Duck, tenta di mostrare i suoi superpoteri, ma il narratore sbaglia ripetutamente i vari paragoni alla Superman (inizia chiamandolo "l'anatra del passato"). Durante il film appaiono alcuni personaggi Looney Tunes, la maggior parte dei quali gli creano ulteriori guai. Alla fine Daffy decide di licenziare il narratore e di pronunciare le frasi da sé. Mentre lo fa, però, si imbatte in Superman, che gli intima di volare altrove. Allora Daffy cambia identità, trasformandosi in Super Bug, "l'insetto del futuro". I paragoni del narratore sono ora adatti.

## Distribuzione

### Edizione italiana
Il doppiaggio italiano del corto (uscito direttamente in VHS) fu eseguito dalla Angriservices Edizioni e diretto da Renzo Stacchi su dialoghi di Ruggero Busetti.

### Edizioni home video

#### VHS
America del Nord
- Superior Duck (21 ottobre 1997)

Italia
- Super Duck (ottobre 1998)

#### DVD e Blu-ray Disc
Il corto fu inserito, in inglese sottotitolato, nell'edizione DVD-Video del film Daffy Duck's Quackbusters - Agenzia acchiappafantasmi, uscita in America del Nord il 4 agosto 2009 e in Italia il 9 settembre. Fu incluso anche nel secondo DVD della raccolta The Essential Daffy Duck, uscita in America del Nord il 1º novembre 2011. In tale occasione fu tagliata una scena di circa 50 secondi all'inizio in cui il narratore sbaglia i paragoni; questa versione fu poi utilizzata per tutte le successive distribuzioni. Il corto fu infine incluso, sempre in SD, nel terzo disco della raccolta Looney Tunes Platinum Collection: Volume One, uscita in America del Nord in Blu-ray Disc il 15 novembre 2011 e in DVD il 3 luglio 2012.